# Sebastián Monk
Sebastián Monk (Buenos Aires, 3 de julio de 1967 - Buenos Aires, 13 de diciembre de 2011) fue un músico, profesor de música y compositor folclórico argentino. Con quince años de experiencia como maestro de música, llegó a grabar varios discos de música para niños utilizando ritmos de los folklores argentino y latinoamericano. Falleció joven, a los 44 años, siendo sus restos enterrados en el cementerio Gloriam de Burzaco, en el Gran Buenos Aires.
Una de las canciones más conocidas es Malambo del 25.